# Троицкое (Лозовской район)
Тро́ицкое (укр. Троїцьке; до 2016 г. Большеви́к) — посёлок, Алексеевская объединённая территориальная община, Лозовской район, Харьковская область, Украина.
Код КОАТУУ — 6324583502. Население по переписи 2001 года составляет 1158 (534/624 м/ж) человек.

## Географическое положение
Поселок Троицкое состоит из 3-х частей, разнесённых друг от друга на 2 и 3 км.
Одна из частей находится возле железной дороги, станция Тройчатое и автомобильная дорога Т-2107.

## История
- 1932 — дата основания.
- 2016 — посёлок Большевик переименован в Троицкое.

## Экономика
- ТОВ «Агро-ЮА».

## Объекты социальной сферы
- Детский сад.
- Лицей.
- 3 магазина.
- Отделение Укрпочты.
- Отделение Новой почты.